# 煎蛋

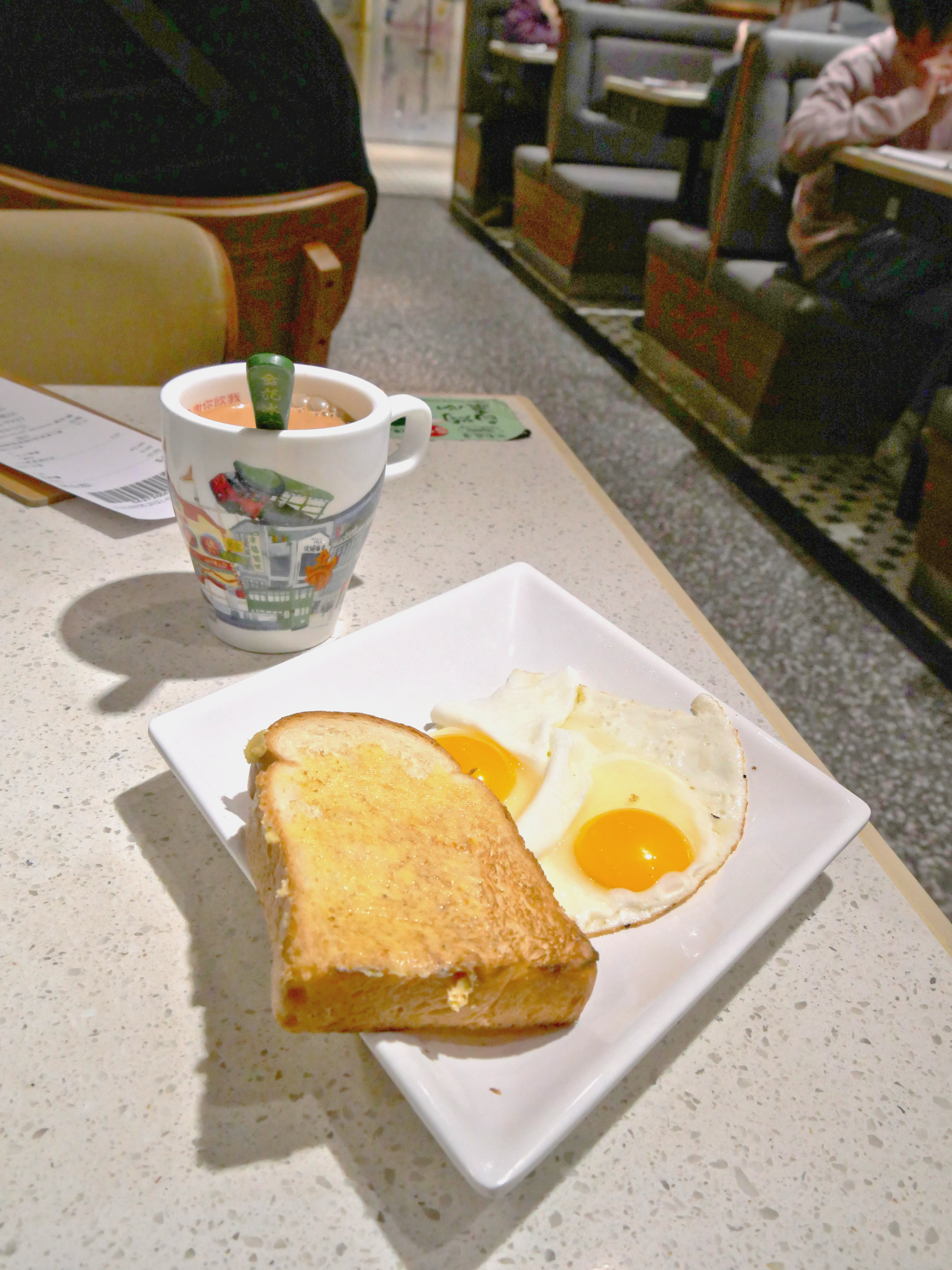
太陽蛋

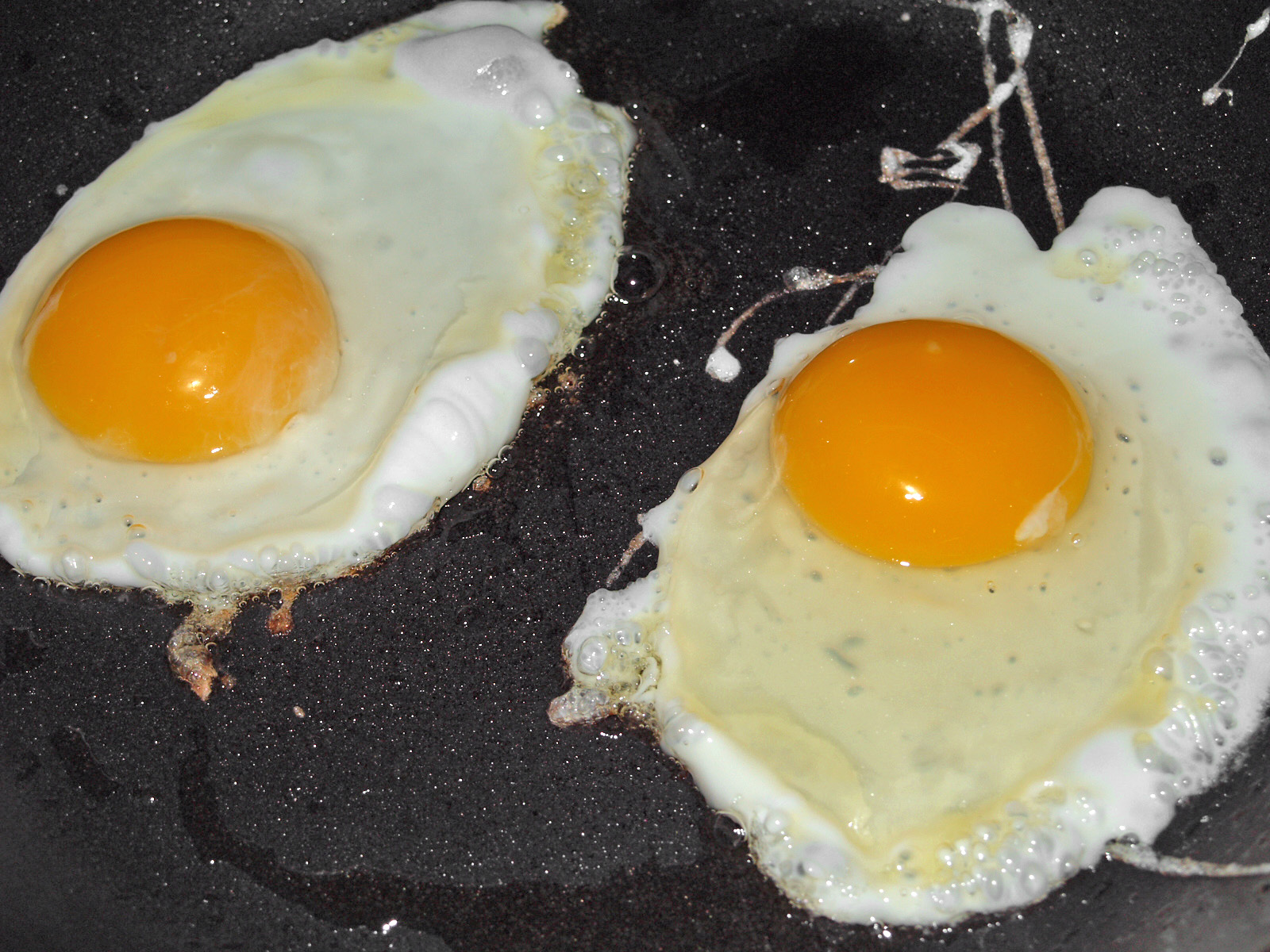
煎製太陽蛋的過程

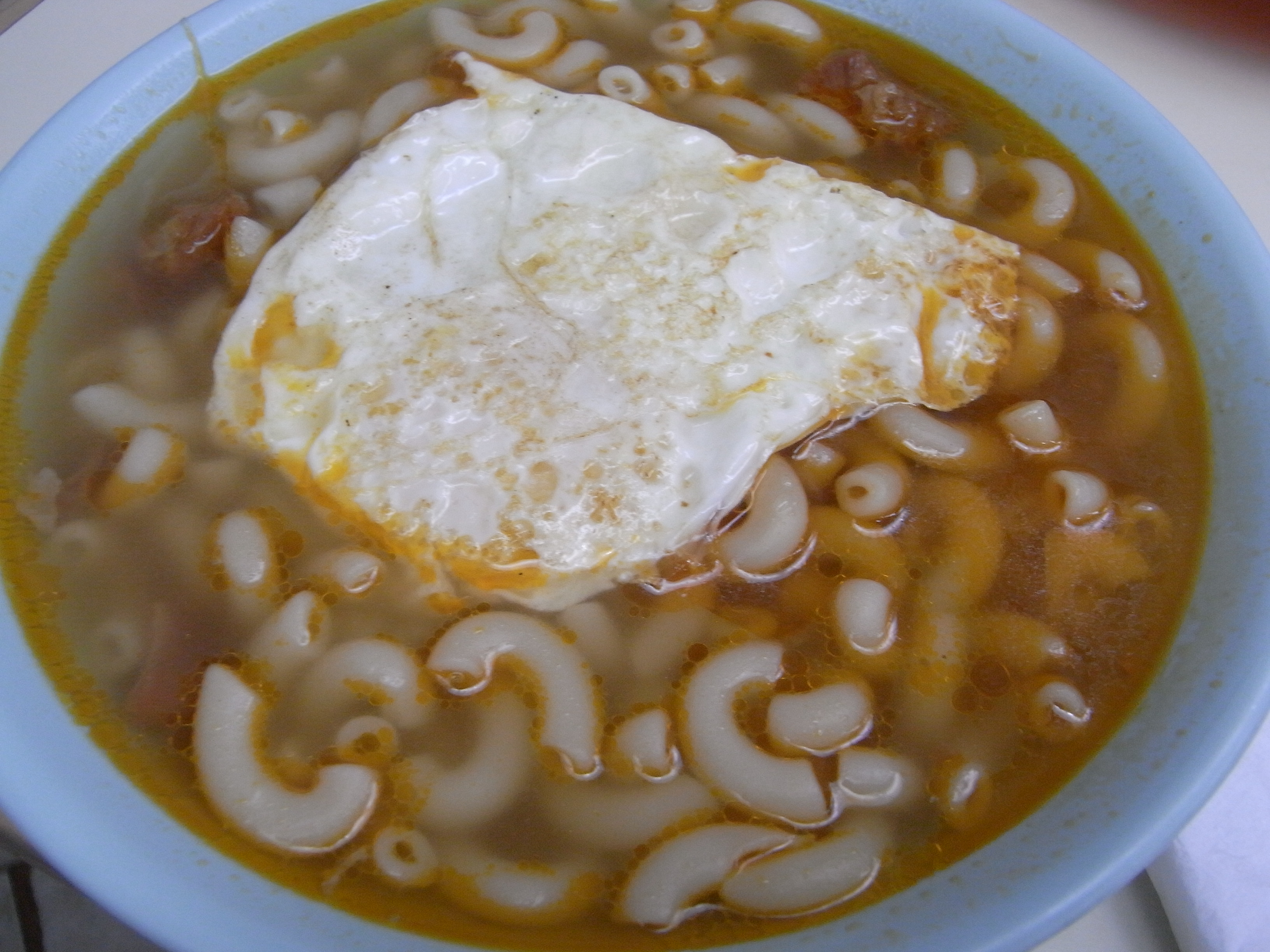
荷包蛋通心粉

煎蛋是由鸡蛋煎成的食品，也是家喻户晓的烹调之一。若只煎单面，因外形像太陽一樣，而称为太陽蛋（sunny side up）；而雙面煎则称为荷包蛋。中國中原地區稱為雞蛋鱉。虽然蛋的熟度没有规定，但大部分國家或地區的衛生部門建議，基于健康原因和防范禽流感，食用蛋類应彻底煮熟。

## 做法
在锅中放入油，当到一定热量时把鸡蛋打入，在蛋白熟透後上碟。

## 食用
煎蛋常用作西式早餐食品。因為形似滿月，在日本是中秋節食品之一。